# Matthias Hovius
Matthias Hovius (Mechelen, 1542 - Abdij van Affligem, 1620), geboren als Matthijs Van Hove, was van 1596 tot aan zijn dood in 1620 de derde aartsbisschop van Mechelen. Tijdens zijn lange episcopaat kwam de katholieke hervorming in het aartsbisdom definitief op gang. Hij was eveneens formeel abt van de abdij van Affligem.

## Levensloop

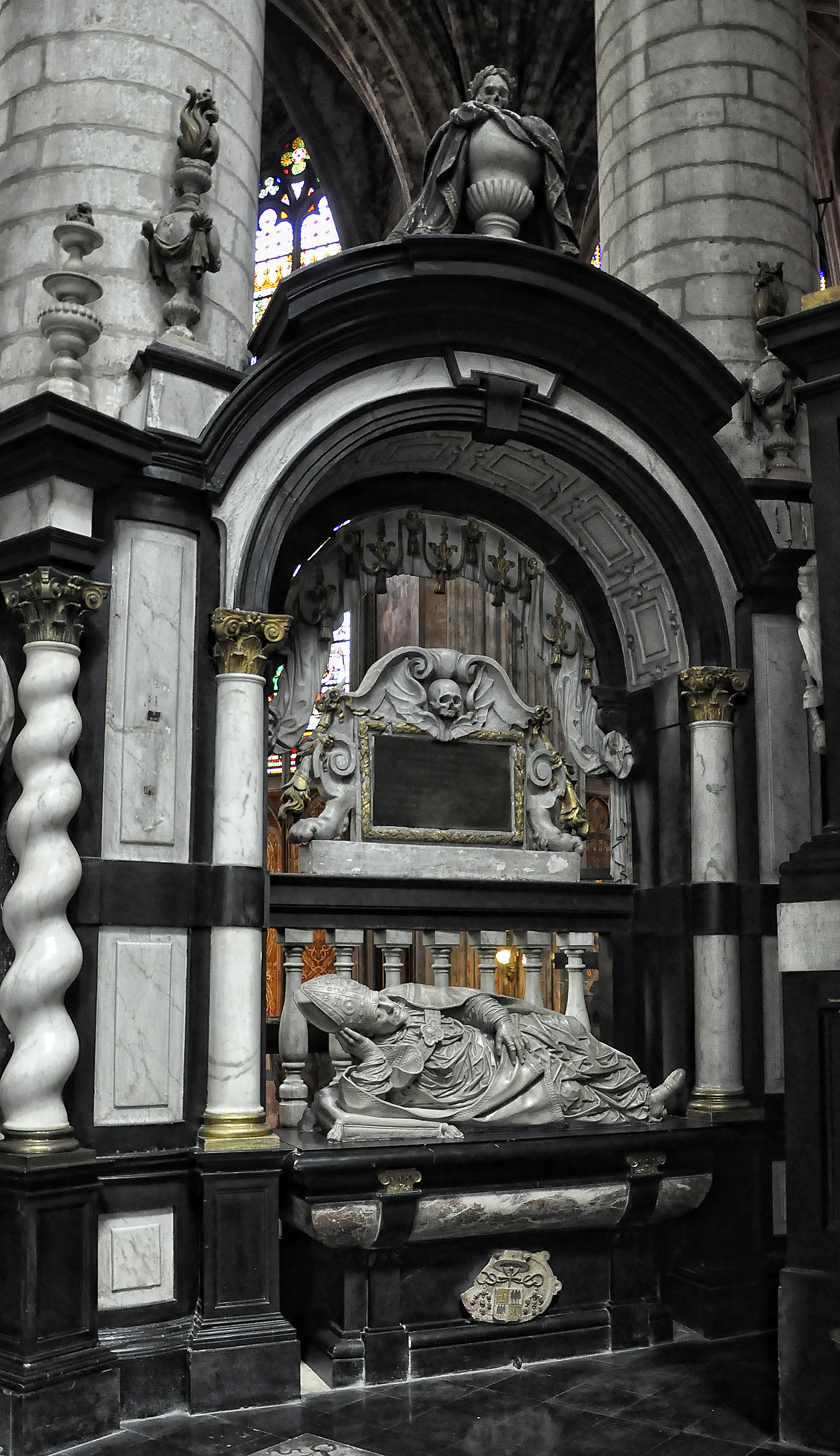
Het praalgraf van Matthias Hovius in de Sint-Romboutskathedraal door Lucas Faydherbe

In 1542, zijn geboortejaar, resideerde Maria van Hongarije als landvoogdes in Mechelen, een katholieke en welvarende stad met ongeveer dertigduizend inwoners. Matthijs Van Hove was van bescheiden afkomst. Zijn vader was deken van de volders in Mechelen maar vergeleken met Antoine Perrenot de Granvelle, aartsbisschop van Mechelen van 1561 tot 1583 en Joannes Hauchin, aartsbisschop van 1583 tot 1589 stelde dat weinig voor. Een carrière in de kerk was voor hem, zoals voor veel van zijn tijdgenoten, de enige weg om hogerop te geraken. Hij volgde onderricht bij Martinus Duncanus in het Hollandse Wormer en aan het strenge Standonckcollege te Leuven. Daar besloot hij priester te worden.
Hij studeerde filosofie en theologie aan het Pauscollege te Leuven waar hij uitvoerig de bijbel bestudeerde. In oktober 1566, het jaar dat de Beeldenstorm uitbrak en op 23 augustus Mechelen bereikte, werd hij tot priester gewijd. De kerkelijke overheid benoemde hem eerst tot kapelaan van de Sint-Pieters-en-Pauluskerk in Mechelen. Toen hij in 1569 afstudeerde als licentiaat in de theologie werd hij er pastoor en acht jaar later kanunnik van het Sint-Romboutskapittel. Van Hove verlatijnste zijn naam toen tot Hovius. Buiten de kerk droeg hij zijn doordeweekse toog en geen manchetten "à la française" of een pijpenkraag zoals sommige van zijn confraters.
Als vergelding voor het openen van de Mechelse poorten voor de troepen van Willem van Oranje, moest hij toezien hoe de Spaanse troepen onder leiding van Alva zijn kerk in 1572 plunderden, in wat bekendstaat als de Spaanse Furie. Mechelen beleefde een verwarde fase met gelovigen, gescheiden in twee partijen en een zwijgende meerderheid die geen partij koos en de gebeurtenissen afwachtte. De financiële toestand was zo precair dat het zilveren schrijn van Sint-Rombout in 1578 te gelde werd gemaakt om de stadsmuren te kunnen versterken en openstaande rekeningen te vereffenen. Kloosters en huizen buiten de stadswallen werden afgebroken om belegering te bemoeilijken. In 1580 werden de klokken van de Sint-Romboutskathedraal tot kanonnen omgesmolten. 
In 1578 koos het Mechels stadsbestuur de kant van de Staatsen maar een jaar later, door de te grote druk van de calvinisten bekende men opnieuw trouw aan de Spaanse koning. Op 9 april 1580 vielen Staatse troepen de stad binnen. Brussel en Antwerpen waren al in hun handen, nu was Mechelen aan de beurt. De Engelse furie (een meerderheid van Schotten en Engelsen vochten mee aan de zijde van de calvinisten) hield dagenlang huis in de stad. Ze hadden al maanden geen soldij ontvangen en sleurden wat waardevol was in matraszakken mee op hun rug. Hovius’ broer kwam hierbij om het leven. Hovius repte zich naar het hof van Hoogstraten, de residentie van Eleonora de Montmorency, gravin de Lalaing, vlak bij de Nekkerspoelpoort. De gravin was al eerder lastiggevallen door soldaten maar meestal bleef een edelvrouw gespaard van wandaden. Hovius vertelde later dat hij daar drie dagen schuilde in een kleerkast. 
Hovius vluchtte, toen het ergste voorbij was, naar Leuven waar hij enkele dagen verbleef en haastte zich dan naar Luik, de hoofdstad van het prinsbisdom waar hij een groot aantal geestelijken uit Mechelen, Antwerpen en Brussel aantrof. Luik stond onder leiding van de prins-bisschop Ernst van Beieren die steun verleende aan de contrareformatie. Hovius verbleef vijf jaar in de "vurige stede" als lector en predikant in de abdij Sint-Jacob.

## Vicaris-generaal
Toen aartsbisschop Joannes Hauchinus in 1589 stierf, werd Hovius benoemd tot vicaris-generaal van het aartsbisdom en hielp hij mee om de besluiten van het Concilie van Trente (1545-1563) in zijn streek uit te werken. Hij werkte hierbij in moeilijke omstandigheden, omdat vele parochiekerken en kloosters geheel of gedeeltelijk verwoest waren, er een schrijnend tekort was aan priesters en de opleiding van de lagere geestelijkheid te wensen overliet.
De benoeming van een nieuwe aartsbisschop bleef aanslepen. Omwille van een pauselijke beslissing had de koning van Spanje ‘’de facto’’ het laatste woord bij de keuze van een bisschop. De benoeming en de canonieke installatie werden ‘’pro forma’’ aan de paus overgelaten. Koning Filips II had in 1559 het aantal bisdommen in de Nederlanden uitgebreid van vier naar zeventien. Ze stonden allemaal onder het toezicht van het aartsbisdom Mechelen. Hun financiële toestand was ver van rooskleurig. De Spaanse koning had die situatie proberen op te lossen door de abdijen te integreren in de bisdommen. Uiteraard stuitte dit bij de abten op hevig verzet.
Toen Filips II in november 1589 in zijn kasteel te Aranjuez zijn keuze liet vallen op William Allen, een kardinaal die Engeland was ontvlucht, stuurde het bisdom Mechelen prompt een felicitatiebrief naar hun nieuwe overste. Alhoewel hij in Engeland verdacht was van samenzwering tegen koningin Elisabeth was de keuze voor hem niet zo onbegrijpelijk gezien hij in Mechelen had gestudeerd en daar tot priester was gewijd. De paus liet hem echter niet graag gaan en de bejaarde Allen kon de eeuwige stad moeilijk verlaten. Filips besloot dan maar de bisschop van Antwerpen, Laevinus Torrentius te installeren. Torrentius, kunstliefhebber, muntenverzamelaar en man van de wereld liet er minder twijfel over bestaan waarom hij de benoeming niet ambieerde. Dat kon alleen als er een voldoende hoog inkomen aan vast hing. Hij stelde dat armoede heilig was maar niet verenigbaar met het besturen van een bisdom. Men geraakte niet uit de impasse en de zaak bleef aanslepen. Filips haalde dan maar weer, ten einde raad, in 1594 de kandidatuur van Allen naar boven maar die overleed korte tijd later. Laevinus Torrentius dan maar weer, dacht Filips maar ook hij ruilde het tijdelijke voor het eeuwige. Na maanden van afwegen en consultatie van zijn landvoogd in de Nederlanden ondertekende Filips in het Quirinaal het document dat zijn keuze voor Matthias Hovius vastlegde.

## Aartsbisschop

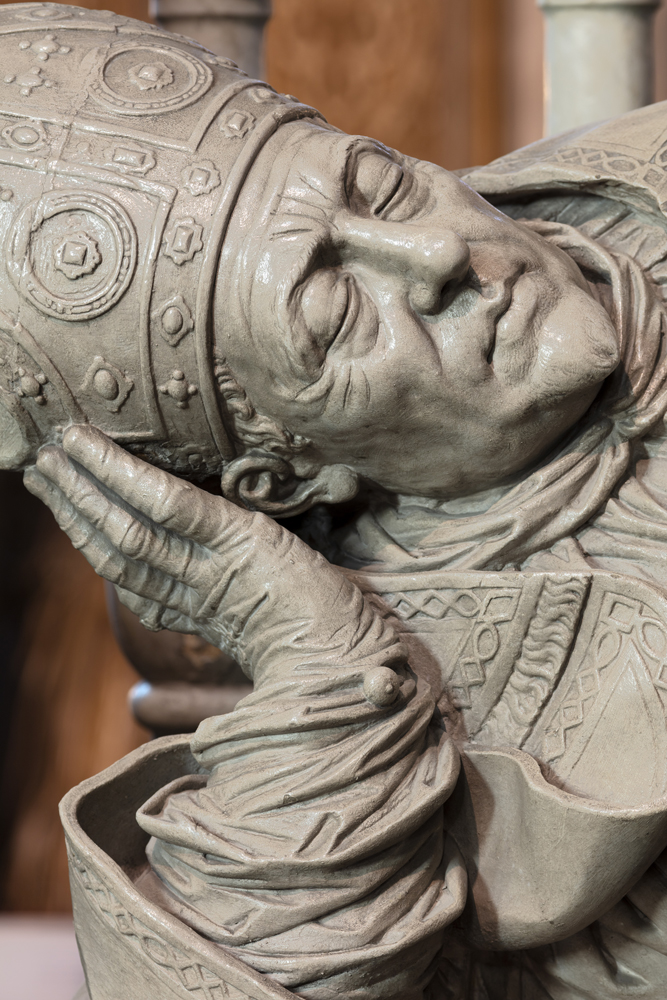
Detail van zijn tombe

Op 25 september 1595 kwam de Congregatie van het Consistorie bijeen. In 1596 werd Hovius in de Sint-Romboutskathedraal door de Ieperse bisschop Petrus Simons gewijd tot derde aartsbisschop van het aartsbisdom Mechelen. Als devies koos hij Superat patientia fortem: Geduld overwint de machtige(n).
Zijn ambtsperiode viel samen met de regering van de aartshertogen Albrecht en Isabella en het Twaalfjarig Bestand in de Tachtigjarige Oorlog. Pas onder zijn bewind kwam het katholieke herstel in het aartsbisdom echt op gang. Hij toonde zich een strenge en onverzettelijke bestuurder en werd een van de hoofdfiguren van de contrareformatie in de Zuidelijke Nederlanden.
In 1596 kocht Hovius gronden in Mechelen om een aartsbisschoppelijk paleis te bouwen (op de plaats van het huidige paleis).
Hovius richtte een seminarie op in Mechelen en schakelde de jezuïeten in om een catechismus op te stellen. Deze Mechelse Catechismus verscheen voor het eerst in 1607. De versie uit 1623 van dit catechetisch handboek zou tot diep in de twintigste eeuw de basis vormen voor het godsdienstonderricht in alle Belgische bisdommen.
In 1609 riep hij in Mechelen een provinciaal concilie samen, waar voor heel de Mechelse kerkprovincie de krachtlijnen werden vastgelegd van de zielzorg naar tridentijns model. In 1618 excommuniceerde hij benedictines Joanna Boisot. Zij slaagde erin om deze straf te laten annuleren door paus Paulus V.
Als aartsbisschop kreeg hij de steun van de aartshertogen Albrecht en Isabella. Met hun steun won hij het dispuut over het gezag van de abdij van Affligem; formeel was Hovius abt van Affligem. Door de inkomsten van de rijke abdij kreeg het aartsbisdom een solide financiële basis voor de hervormingen. Tijdens zijn lange episcopaat wijdde hij meer dan tweeduizend priesters.
Hij stierf in 1620 in de abdij van Affligem tijdens een visitatiereis. Hij werd begraven in de Sint-Romboutskathedraal.
- Bibliothèque nationale de France: cb136130178 (data)
- Biografisch Portaal: 45787971
- Digitale Bibliotheek voor de Nederlandse Letteren: hovi013
- Gemeinsame Normdatei: 12277499X
- International Standard Name Identifier: 0000 0000 5076 0463
- Library of Congress Control Number: nr93005429
- Nationale bibliotheek van Australië: 54957153
- Nationale Bibliotheek van Israël: 987007445379705171
- Nederlandse Thesaurus van Auteursnamen: 071893733
- Istituto Centrale per il Catalogo Unico: BVEV100961
- Système universitaire de documentation: 060868384
- Trove: 1600976
- Virtual International Authority File: 18114176
- WorldCat: E39PBJxMjMkmhkFKph89j3DjG3